# Костилєв Генадій Іванович
Генадій Іванович Костилєв (нар. 27 вересня 1940, Костянтинівка, Сталінська область, УРСР) — радянський футболіст та російський тренер, виступав на позиції півзахисника. Вихованець ФШМ (Москва). Майстер спорту СРСР (1963). Заслужений тренер Росії.

## Життєпис
Футбольну кар'єру розпочинав у команді «Енергія» (Волзький), за яку виступав у 1958—1959 роках. Також грав за команди «Зеніт» (Іжевськ) (1960—1963, 1967—1970) та «Волга» (Горький) (1964—1966).
З 1968 року на тренерській роботі. Старший тренер Управління футболу РРФСР: 1968—1974.
У 1974—1975 роках — головний тренер «Зеніту» (Іжевськ). У 1980—1982 році очолював «Будівельник» (Череповець). У 1983 році — «Рубін» (Казань).
У 1984—1991 роках працював тренером юнацьких збірних команд СРСР, а в 1991 році його команда стала бронзовим призером чемпіонату світу (U-19) в Португалії.
У січні — липні 1992 року — тренер ЦСКА (Москва). Після відходу в збірну Росії Павла Садиріна з 1 серпня 1992 року очолив армійців. Разом із клубом успішно пройшов кваліфікацію до групового раунду Ліги чемпіонів 1992/93. У 1993 році не зміг знайти взаєморозуміння з гравцями клубу і 27 серпня 1993 року звільнений зі своєї посади.
З 1 грудня 1993 року — головний тренер юнацької збірної Росії (1976 року народження), з якою працював до 1995 року.
- Головний тренер «Арсенал» Тула: січень — вересень 1996 року
- Тренер ЦСКА Москва: 1997 — червень 1998 року
- Головний тренер «Іртиш» (Омськ): серпень — грудень 1998 року
- Тренер «Торпедо-ЗІЛ» (Москва): 1999
- Тренер «Ротор» Волгоград: 2000 — квітень 2001 року
- Головний тренер «Краснознаменська»: червень — липень 2001 року
- Тренер-селекціонер ЦСКА (Москва): жовтень — грудень 2001 року
- Головний тренер «Титану» (Москва): 2003
- Старший тренер «Сатурну» (Раменське): 19 лютого — 12 вересня 2004 року
- Тренер дублюючого складу «Сатурну» (Раменське): 13 вересня — 30 листопада 2004 року
- Головний тренер «Сатурну» (Єгорьєвськ): з 1 грудня 2004 року — 2006 рік
- Головний тренер дублюючого складу ФК «Москва»: 2009—2010 рік?

## Досягнення
- Чемпіон Європи (U-16): 1985
- Чемпіон Європи (U-18): 1990
- Найкращий тренер зони «Центр» Першість ПФЛ: 2005